# 大石篤人
大石 篤人（おおいし あつと、1976年10月24日 - ）は、大阪府出身の元サッカー選手、サッカー指導者。

## 来歴
ガンバ大阪アカデミーの出身。駒澤大学を経て1999年にヴァンフォーレ甲府にアマチュア契約で加入。同年のJ2で5試合に出場するが、その年限りで退団。群馬FCホリコシを経て引退する。
引退後は前橋育英高等学校、大阪学院大学、第一学院高等学校にてコーチまたは監督を歴任。第一学院高校では監督として翌年の第93回全国高等学校サッカー選手権大会初出場への礎を築いた。
2014年、J3リーグに参入する藤枝MYFCのヘッドコーチに就任。この年にS級ライセンスを取得した。翌2015年より監督に昇格。なお藤枝MYFC代表の小山淳とはU-16代表でチームメイトだった。2018年7月に退任。
2018年12月、ヴァンラーレ八戸の監督に就任した。2019年11月16日、契約満了により八戸の監督を退任すると発表された。
2020年2月、大阪学院大学のコーチに就任した。
2022年2月、大阪経済大学のヘッドコーチ、2023年2月より監督に就任した。

## 所属クラブ
- ガンバ大阪ジュニアユース
- 1992年 - 1994年 ガンバ大阪ユース (大阪学院大学高等学校[5])
- 1995年 - 1999年 駒澤大学
- 1999年 ヴァンフォーレ甲府
- 2000年 - 2001年 群馬FCホリコシ

## 個人成績
| 国内大会個人成績 | 国内大会個人成績 | 国内大会個人成績 | 国内大会個人成績 | 国内大会個人成績 | 国内大会個人成績 | 国内大会個人成績 | 国内大会個人成績 | 国内大会個人成績 | 国内大会個人成績 | 国内大会個人成績 | 国内大会個人成績 |
| 年度             | クラブ           | 背番号           | リーグ           | リーグ戦         | リーグ戦         | リーグ杯         | リーグ杯         | オープン杯       | オープン杯       | 期間通算         | 期間通算         |
| 年度             | クラブ           | 背番号           | リーグ           | 出場             | 得点             | 出場             | 得点             | 出場             | 得点             | 出場             | 得点             |
| 日本             | 日本             | 日本             | 日本             | リーグ戦         | リーグ戦         | リーグ杯         | リーグ杯         | 天皇杯           | 天皇杯           | 期間通算         | 期間通算         |
| ---------------- | ---------------- | ---------------- | ---------------- | ---------------- | ---------------- | ---------------- | ---------------- | ---------------- | ---------------- | ---------------- | ---------------- |
| 1999             | 甲府             |                  | J2               | 5                | 0                | 0                | 0                |                  |                  |                  |                  |
| 2000             | 群馬FC           |                  | 群馬県           |                  |                  | -                | -                |                  |                  |                  |                  |
| 2001             | 群馬FC           |                  | 群馬県           |                  |                  | -                | -                | -                | -                |                  |                  |
| 通算             | 日本             | 日本             | J2               | 5                | 0                | 0                | 0                |                  |                  |                  |                  |
| 通算             | 日本             | 日本             | 群馬県           |                  |                  | -                | -                | -                | -                |                  |                  |
| 総通算           | 総通算           | 総通算           | 総通算           |                  |                  | 0                | 0                |                  |                  |                  |                  |

## 指導歴
- 2000年 - 2006年　前橋育英高等学校　コーチ
- 2006年 - 2008年　大阪学院大学 コーチ
- 2008年 - 2013年　第一学院高等学校
  - 2008年 - 2009年　部長兼コーチ
  - 2009年 - 2013年　監督
- 2013年 - 2018年7月　藤枝MYFC
  - 2013年 - 2014年　ヘッドコーチ
  - 2015年 - 2018年7月　監督
- 2019年　ヴァンラーレ八戸 監督
- 2020年2月 -2021年 　大阪学院大学 コーチ
- 2022年2月 - 　大阪経済大学
  - 2022年2月 - ヘッドコーチ
  - 2023年2月 - 監督

## エピソード
- 2016年5月25日に行われたJ3第9節・藤枝MYFCvsSC相模原（藤枝）の試合後の相模原・薩川了洋監督の公式記者会見の最後に現れ、薩川に「どうしたら勝てますか?」と質問するシーンがあった（通常、Jリーグの会見場で両チームの監督が顔を合わせ、しかも相手チームの監督が質問するのはあり得ない光景である）[10]。ちなみに、同じ年の第29節・相模原vs藤枝（11月13日・ギオンス）でも、相模原・安永聡太郎監督の記者会見に参加し、「ハーフタイムはどんな指示を（出したか）」という質問をしている[11]。